# جولیانو بیاجتی
جولیانو بیاجتی (ایتالیایی: Giuliano Biagetti؛ ‏ ۱۲ آوریل ۱۹۲۵ – ۲۹ مارس ۱۹۹۸) کارگردان فیلم و فیلم‌نامه‌نویس اهل ایتالیا بود.
از فیلم‌های او می‌توان به دکامروتیکوس، یک بار دیگر پیش از رفتنمان، تازه‌کار، زن بی‌حیا و قرار ملاقات اشاره کرد.